# Громадский, Николай Александрович
Никола́й Алекса́ндрович Грома́дский (1 октября 1920, Украинская ССР — 19 февраля 1970, Обнинск, Калужская область, РСФСР, СССР) — советский художник (живописец, график), педагог. Ученик Владимира Фаворского. Основатель и первый директор детской художественной школы города Обнинска (1964—1968).

## Биография
Николай Громадский родился 1 октября 1920 года в Киеве. Отец был служащим, мать — работницей картонажной фабрики. Отец Николая погиб во время Гражданской войны, и мать позже вторично вышла замуж за вдовца с двумя дочерьми. В новой семье родилось ещё двое детей, и Николай среди пятерых был старшим.
С детства любил рисовать, но из-за ограниченных семейных средств не имел даже цветных карандашей, и в семье его увлечённость рисованием не поощрялась. В 14 лет, приписав к возрасту Николая два года, отчим устроил его учеником к себе на электростанцию. В течение трёх лет Николай работал подручным зольщика (чистил колосники от шлака в раскалённых топках котлов), откладывая с согласия матери небольшие деньги из заработка на будущую учёбу.
В 1937 году поступил на факультет фарфора и керамики Одесского художественного училища. Навёрстывая пропущенные для учёбы годы, много читал. Ночами часто работал в Одесском порту на погрузке, чтобы компенсировать нехватку денег на еду, книги и краски.
В июне 1941 года находился на дипломной практике на Дмитровском фарфоровом заводе в Подмосковье. С началом Второй мировой войны на территории СССР добрался до Киева по железной дороге, на попутных машинах и пешком; Днепр просто переплыл. Вся семья Николая уже эвакуировалась, сам же он в военкомате из-за близорукости был мобилизован в охрану для сопровождения оборудования военного завода в эвакуацию в Сибирь. В Сибири занимался восстановлением завода и затем работал на нём. На этом заводе Громадский повредил ногу; хромота осталась у него на всю жизнь.
В 1943 году поехал поступать в Московский институт прикладного и декоративного искусства (МИПиДИ) и был принят сразу на 3-й курс. Главным учителем для Громадского стал профессор кафедры керамики Владимир Фаворский.
В 1945 году Николай Громадский женился на студентке музыкального училища, уроженке Малоярославца, Галине Солянкиной. В 1946 году в семье родился сын. Из-за голода и болезни жены Громадский взял в институте академический отпуск и поехал работать по приглашению художником-постановщиком в Русский областной драматический театр Ташкента. Вернуться в институт Громадскому не удалось. В Ташкенте умер первый ребёнок и, в 1948 году, родился второй, который из-за жаркого климата часто болел. По совету врача семья вернулась в Россию, и Громадский устроился на работу в Калужское отделение Худфонда РСФСР. Через год из-за квартирной неустроенности семья переехала из Калуги в Малоярославец, где жили родители жены Громадского. Громадский продолжил работать в худфонде, а его жена устроилась руководителем хорового коллектива в малоярославецкий Дом культуры и учителем пения в школу.
В январе 1954 года по приглашению директора единственной в то время обнинской школы (позже — школы № 1) Г. А. Табулевич начал вести в школе уроки как учитель рисования и черчения. В мае 1954 года получил в Обнинске комнату и перевёз из Малоярославца семью. В новом здании школы, введённом в 1955 году, расписал темами из сказок коридор в крыле для младших классов, создал кабинет рисования и черчения, сделав мольберты и мебель, готовил декорации для школьных спектаклей.
В 1955 году организовал в только что открывшемся Доме культуры ФЭИ изостудию.
Местный художник Иван Михайлович Аксёнов спустя десятилетия вспоминал об этом периоде:
Помню, какое впечатление на нас, молодых, произвёл Николай Александрович, ведь мы впервые видели настоящего художника. Высокий, статный, с зачёсанными назад длинными волосами, всегда гладко выбрит, со вкусом одет. Очень интеллигентен, говорил негромко, но точно и образно. Я старался ему во всём подражать. Даже специально начал немного прихрамывать, как Николай Александрович.
В 1956 году Обнинск получил статус города, и Громадский с Е. В. Потёмкиным предложили создать в Обнинске школу искусств, объединяющую живопись, музыку, балет. Это предложение было отклонено властями города, но осенью 1956 года в Обнинске была создана детская музыкальная школа, которую возглавил Потёмкин.
Оформлял первые обнинские праздники — первую городскую демонстрацию 1 мая 1957 года и день советской молодёжи в 1958 году. Оформлял почти все театральные постановки того времени в Обнинске.
В 1960 году оставил школу № 1 и полностью перешёл на работу в организованную им изостудию в Доме культуры ФЭИ. Один из воспитанников изостудии рассказывал:
Обстановка на занятиях была самая демократичная. У Николая Александровича было характерное присловье: «Рисование и живопись — это искусство рассуждать!» Он умел не только сделать и показать, как надо, но и растолковать словами. Исправлял редко — больше советовал. И каждый студиец рос на собственных успехах и неудачах.

Осенью 1962 года в детской музыкальной школе Обнинска было создано художественное отделение (один класс) в старом здании школы № 1. Директор музыкальной школы Е. В. Потёмкин рассказывал об этом периоде:
Начинали буквально с нуля. Кое-какую мебель, мольберты и прочее сделали по чертежам, выполненным Громадским. Потихоньку стали приобретать кисти, краски, карандаши, натюрмортный фонд — что могли. Николай Александрович всё делал сам. Художественная школа — его детище.
В 1963 году Потёмкин уехал из Обнинска, с новым руководителем детской музыкальной школы у Громадского отношения не сложились, и идея объединённой школы искусств сошла на нет. В 1964 году была образована самостоятельная детская художественная школа в том же старом здании школы № 1. Громадский стал добиваться отдельного здания для школы, но смог добиться только перепрофилирования ранее спроектированной пристройки к строившейся в то время школе № 7, которая начала функционировать как художественная школа только в январе 1969 года.
Постоянные конфликты с новым партийным руководством Обнинска завершились конфликтом 1968 года, когда Громадский публично отказался использовать труд учеников детской художественной школы для оформления наглядной агитации, объяснив это тем, что художественная школа решает другие задачи. После этого Громадский был вынужден уйти с должности директора школы.
В том же 1968 году устроился на работу в Калужский художественный фонд и начал ежедневно ездить электричкой из Обнинска в Калугу. Заболев в начале 1970 года гриппом, продолжал ездить в Калугу продуваемыми зимними электричками и усугубил болезнь. По́зднее обращение к врачам диагностировало неизлечимое двустороннее воспаление с отёком лёгких, приведшее к быстрой смерти. Умер 19 февраля 1970 года.

### Семья
- Жена — Галина Дмитриевна Громадская (урождённая Солянкина)[1].
  - Сын (1946—?), умер в младенческом возрасте[1].
  - Сын (р. 1948)[1].

## Ученики и последователи
Среди известных учеников Николай Громадского — график Александр Шубин (р. 1947) и скульптор Алексей Григорьев (1949—2002), окончивший созданную Громадским детскую художественную школу с её первым выпуском в 1966 году. Громадским был написан портрет юного Григорьева, в настоящее время хранящийся в Музее истории города Обнинска. Александр Шубин впоследствии вспоминал об обнинских театральных постановках Громадского:
Его эскизы и сами декорации были сделаны мастерски. Письмо его было свободным, раскованным, очень уверенным. Помню, какое впечатление производили декорации к спектаклю «Тайфун» из китайской жизни. Особенно запомнилась работа Николая Александровича над бутафорскими вазами из папье-маше. Спектакли в его оформлении глубоко воздействовали на зрителя своим образным языком.
Большую роль Николай Громадский сыграл в судьбе Бориса Шаванова (1939—2000), добившись перевода последнего из общеобразовательной школы, где тот работал учителем рисования и черчения, в художественную. После занятий в студии Громадского Шаванов окончил художественно-графический факультет Московского государственного педагогического института имени В. И. Ленина. В 1993 году Шаванов возглавил созданную учителем школу — фактически ради её спасения в постсоветское время. О живописи Громадского Шаванов говорил:
...Громадский писал великолепные акварели, да и маслом работал очень уверенно. Тонко чувствовал цветовые нюансы. Но больше любил цвета яркие, чистые, открытые. Это особенно хорошо видно в его натюрмортах и автопортрете, которые хранятся в фондах обнинского музея.

## Выставки

### Групповые выставки
- 1967 — Всесоюзная выставка акварели, посвящённая 50-летию Октябрьской революции, Ленинград (с работой «Солдат революции»)[6]

## Местонахождение произведений
- Музей истории города Обнинска (16 работ)[2]
- Частные собрания[2]

## Комментарии
1. ↑  По другим данным, 24 апреля. См.: Шубин П. П. Художественная жизнь Обнинска. Н. А. Громадский // Обнинский краеведческий сборник: Материалы научно-практической конференции. — Обнинск: Принтер, 1999. — С. 41.